# Euthecodon
Euthecodon — вимерлий рід довгомордих крокодилів. Він був поширений у більшій частині Африки протягом неогену, а скам'янілості особливо поширені в Кенії. Попри зовнішню схожість з гаріалами, довга морда була ознакою, яка виникла незалежно і вказує на те, що дієта в основному складається з риби. Евтекодон співіснував з великою кількістю інших крокодилів у районах, які він населяв, перш ніж остаточно вимерти в плейстоцені.
Евтекодон був великим крокодилом із подовженою мордою. Деякі оцінки припускають, що Euthecodon належить до найбільших кайнозойських крокодилів, якщо не до найбільших псевдозухів, причому один екземпляр (LT 26306), знайдений у Лотагамі в басейні Туркана, за оцінками, досягав загальної довжини тіла до 10 м. Один лише череп цього екземпляра мав би розмір 1,52 м. Однак інші зразки вказують на менші розміри. Зокрема, екземпляр KNM-ER 757 із формації Koobi Fora, череп розміром 96 см, за розрахунками, дав довжину 7,2—8,6 м, що враховує зміну пропорцій у великих крокодилів. Однак Брошу та Сторрс відзначають, що ця оцінка була досягнута за допомогою пропорцій нільських і морських крокодилів, які значно відрізняються за співвідношенням черепа до тіла порівняно з таксонами лонгірострину. Згодом ці оцінки можуть перебільшувати фактичний розмір евтекодона за відсутності описаних посткраніальних останків.